# CSU Neptun Constanța
CSU Neptun Constanța (anciennement Hidrotehnica Constanța puis CS Tomis Constanța) est un club roumain de handball féminin basé à Constanța.

## Palmarès
Compétitions internationales

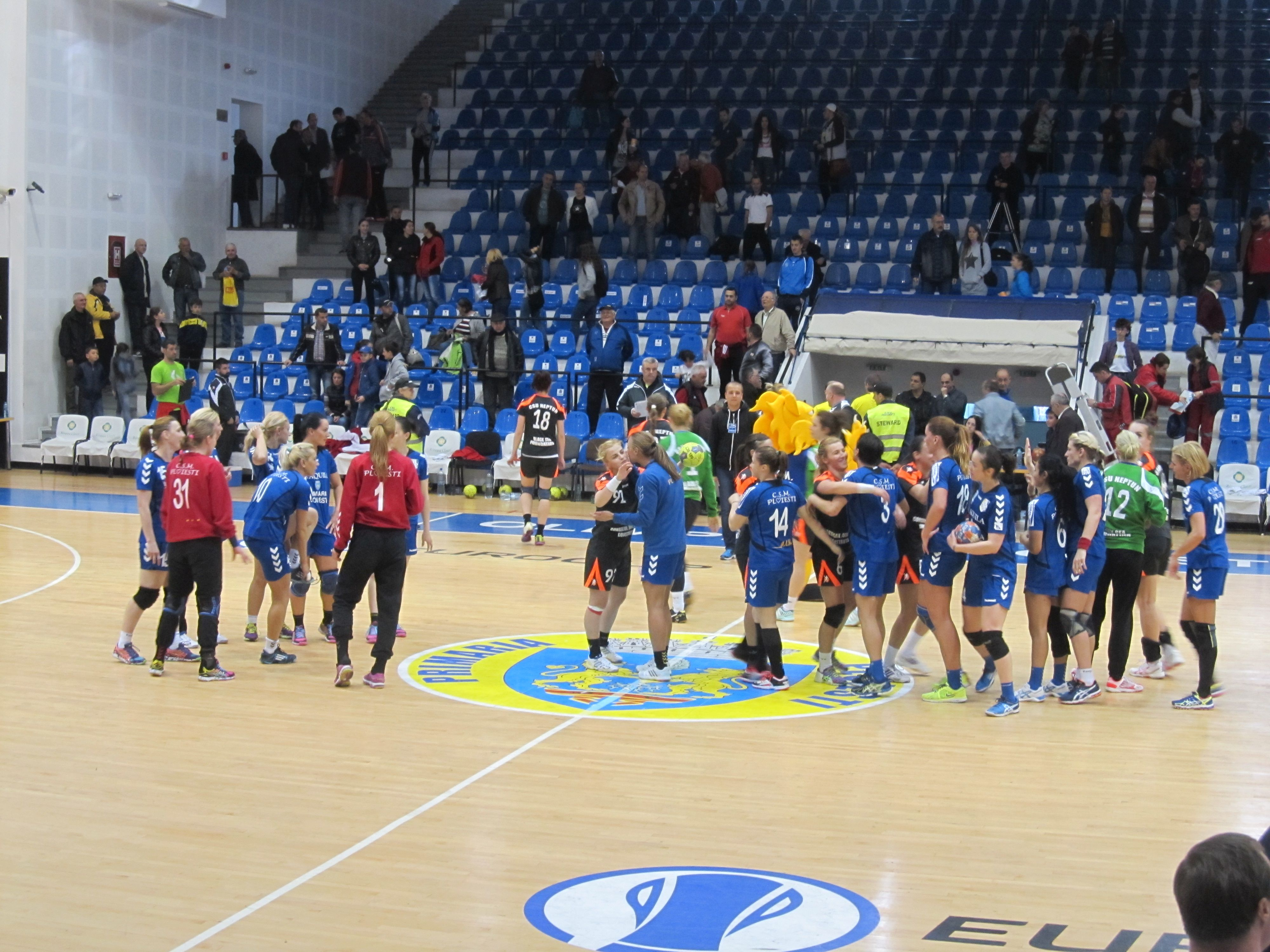
CSU Neptun Constanţa

- Coupe Challenge (C4) : finaliste en 2006

Compétitions nationales
- Vice-champion de Roumanie en 1978
- Troisième en 1979, 1985, 2010
- Finaliste de la coupe de Roumanie en 1979